# Weikersdorf (Feuchtwangen)
Weikersdorf ist ein Gemeindeteil der Stadt Feuchtwangen im Landkreis Ansbach (Mittelfranken, Bayern). Weikersdorf liegt in der Gemarkung Krapfenau.

## Geografie
Das Dorf liegt am linken Ufer der Sulzach und am Lotterbach, der südlich des Ortes als linker Zufluss in die Sulzach mündet. 0,5 km weiter nördlich liegt das Waldgebiet Stüblein, 0,75 km östlich liegt das Seeholz. Die Kreisstraße AN 41 führt nach Krapfenau (1,7 km nordwestlich) bzw. nach Dürrwangen (1,3 km südöstlich). Eine Gemeindeverbindungsstraße führt nach Wehlmäusel (1,5 km nördlich).

## Geschichte
Weikersdorf lag im Fraischbezirk des ansbachischen Oberamtes Feuchtwangen. Im Jahr 1732 bestand der Ort aus 5 Anwesen mit 6 Mannschaften (1 Hof mit doppelter Mannschaft, 2 Höfe, 2 Güter) und einem Gemeindehirtenhaus. Die Dorf- und Gemeindeherrschaft und die Grundherrschaft über alle Anwesen hatte das Stiftsverwalteramt Feuchtwangen. An diesen Verhältnissen änderte sich bis zum Ende des Alten Reichs nichts. Von 1797 bis 1808 unterstand der Ort dem Justiz- und Kammeramt Feuchtwangen.
Mit dem Gemeindeedikt (frühes 19. Jahrhundert) wurde Weikersdorf dem Steuerdistrikt Dentlein und der Ruralgemeinde Krapfenau zugeordnet. Im Zuge der Gebietsreform in Bayern wurde Weikersdorf am 1. Juli 1971 nach Feuchtwangen eingemeindet.

## Einwohnerentwicklung
| Jahr      | 001818 | 001840 | 001861 | 001871 | 001885 | 001900 | 001925 | 001950 | 001961 | 001970 | 001987 |
| Einwohner | 43     | 49     | 50     | 56     | 49     | 55     | 49     | 63     | 50     | 47     | 31     |
| Häuser    | 7      | 6      |        |        | 11     | 10     | 8      | 11     | 11     |        | 11     |
| Quelle    | [ 10 ] | [ 11 ] | [ 12 ] | [ 13 ] | [ 14 ] | [ 15 ] | [ 16 ] | [ 17 ] | [ 18 ] | [ 19 ] | [ 1 ]  |

## Religion
Der Ort ist seit der Reformation evangelisch-lutherisch geprägt und bis heute nach St. Johannis (Feuchtwangen) gepfarrt. Die Einwohner römisch-katholischer Konfession sind nach St. Ulrich und Afra (Feuchtwangen) gepfarrt.